# Молитви ранішні
Молитви ранішні — це молитви якими люди, моляться зранку. По часу займають близько 15 хвилин, складені святими Отцями Церкви

## У християн
До таких молитов належать: Молитва митарева, молитва до Ісуса Христа, молитва до Святого Духа, Трисвяте, Мале славослів'я, молитва до Пресвятої Тройці, молитва Господня, Тропар Троїчний, Перша молитва рання (Вставши після сну…), поклоніння Ісусу Христу, 50 псалом (Помилуй мене Боже…), Символ Віри, молитва до Отця Небесного (Боже, очисти мене грішного…), друга молитва рання, (До Тебе, Владико Чоловіколюбче, вставши після сну…), Молитва до Господа, третя молитва рання (Благосляємо Тебе, Небесний Боже…), Молитва до Пресвятої Богородиці, молитва до Ангела охоронителя, молитва до святого якого ім'я носиш, молитва за живих, тропар животворчому Хресту Господньому, Молитва до Богородиці Діви Марії(Богородице Діво, радуйся, Благодатна Маріє…), молитва за померлих, молитва подяки, молитва до Богородиці (Достойно є, і це є істина…).

### Перша молитва ранішня
|  | Вставши після сну, подяку приношу Тобі, Пресвята Тройце, Боже наш, що Ти з великої милості Твоєї і довготерпіння не прогнівався на мене лінивого та грішного і не дав мені загинути з моїми гріхами, але, з властивим Тобі чоловіколюбством, підняв мене від сну, щоб зранку прославляти державу Твою, і нині просвіти мої очі мисленні, відкрий мої уста, щоб навчатися слова Твого, і розуміти заповіді Твої, і чинити волю Твою, і вихваляти Тебе в сердечному прославленні, і в піснях славити всесвяте ім'я Твоє – Отця, і Сина, і Святого Духа, нині, і повсякчас, і на віки віків. Амінь. |

Той хто молиться, дякує за те що Бог і Тройця підняли його від сну, і основна увага приділяється подяці. Тобто молільник просить і далі хвалити Бога і не грішити проти Нього. Також просить щоб Бог допоміг його розуму щоб він краще засвоював слово Боже і розумів заповіді Його і виконувати волю Його і хвалити Його, завжди. 

### МолитваМакарія Великого
|  | Боже, очисти мене грішного, бо я ніколи нічого доброго не вчинив перед Тобою, але Ти визволи мене від усього злого, І нехай буде в мені воля Твоя, щоб неосудно я відкрив уста мої грішні і славив святе ім'я Твоє, — Отця, і Сина, і Святого Духа нині, і повсякчас, і на віки віків. Амінь. |

Молільник вказує на свою негідність та просить Бога позбавити того, хто молиться від лукавого.